# Humphry Davy
Humphry Davy (Penzance, 17 de dezembro de 1778 – Genebra, 29 de maio de 1829) foi um químico britânico. Lembrado por isolar, pela eletricidade, vários elementos pela primeira vez: potássio e sódio, em 1807, e cálcio, estrôncio, bário, magnésio e boro no ano seguinte, bem como por descobrir a natureza elementar do cloro e do iodo. Davy também estudou as forças envolvidas nessas separações, inventando o novo campo da eletroquímica. Davy também é considerado o primeiro a descobrir hidratos de clatrato em seu laboratório.

## Biografia
Davy era filho de um entalhador de madeira e foi aprendiz de cirurgião e farmacêutico em sua cidade natal (1794). Autodidata, adquiriu amplos conhecimentos nas áreas de química e física. Em um experimento, ele conseguiu provar que o calor não é uma coisa material. Depois de conhecê-lo em janeiro de 1798, Thomas Beddoes conseguiu um emprego no "Instituto Pneumático" fundado por Beddoes em Clifton, perto de Bristol. O instituto estudou os efeitos curativos dos gases, mas muitos dos gases estudados eram altamente tóxicos. Durante experimentos no laboratório de Bristol, ele descobriu em auto-experimentos realizados entre 1795 e 1798 os efeitos intoxicantes, eufóricos e analgésicos do óxido nitroso, que ele usava para tratar dor de dente. Em sua descrição publicada em 1800 do efeito do óxido nitroso, que era então usado para diversão social ele também recomendou seu uso em operações cirúrgicas. Ele escreveu: "Uma vez que o óxido nitroso, em seu efeito abrangente, parece ser capaz de anular a dor física, ele provavelmente pode ser usado vantajosamente naqueles procedimentos cirúrgicos que não envolvem grandes sangramentos". No entanto, essa ideia não foi levada adiante na época (não foi até que Horace Wells introduziu o óxido nitroso na anestesia cirúrgica em 1844). Em 1798, Davy foi encarregado do Instituto Pneumático.
De 1802 a 1812, Davy foi professor de química na Royal Institution, em Londres. Aqui ele deu palestras experimentais públicas sobre química e química agrícola. Davy logo se interessou pela coluna voltaica e fenômenos eletrolíticos. Em novembro de 1807, Davy ficou gravemente doente e não pôde dar aulas novamente até março de 1808.
Para receber seu prêmio de pesquisa em eletroquímica, ele recebeu uma autorização de entrada de Napoleão na França e entrou em contato com André-Marie Ampère lá.
Depois de ser elevado ao pariato em 1812, Davy renunciou à sua cátedra na Royal Institution, e foi sucedido por William Thomas Brande e mais tarde Michael Faraday.
De 1813 a 1815 empreendeu uma viagem pela Europa continental com Faraday como Amanuensis com a permissão do governo francês.
De 1820 a 1827 foi presidente da Royal Society. Nessa função, ele era um dos cientistas mais influentes da Inglaterra na época, mas sua saúde já estava severamente prejudicada por essa fase. A multiplicidade de seus experimentos, compromissos e as toxinas inaladas foram muito prejudiciais à sua saúde em um estágio inicial. Após dois derrames, morreu aos 50 anos em Genebra, onde foi enterrado.

## Trabalho acadêmico
Davy foi um químico excepcional na primeira metade do século 19. Ele foi um dos primeiros a usar a corrente elétrica da coluna voltaica para experimentos químicos. Davy justificou a formação de ácidos e bases durante a eletrólise com a presença de sais ou impurezas. Em água pura, a formação de ácidos e bases não ocorreu em seus experimentos. Ele também investigou a taxa de migração dos íons de ácidos e bases durante a eletrólise.
Sódio, potássio
Até agora, assumia-se que os sais alcalinos eram indecomponíveis e elementais. Davy foi capaz de converter hidróxido de sódio e hidróxido de potássio nos elementos metálicos sódio e potássio usando eletrólise de fluxo fundido usando a coluna voltaica.
Os novos elementos cloro, bromo, iodo, flúor – ácidos livres de oxigênio, ácidos hidrogênio
Ele havia isolado o cloro por eletrólise de solução salina, e o cloro reagiu com hidrogênio para formar cloreto de hidrogênio. De acordo com Claude-Louis Berthollet e Antoine Lavoisier, todos os ácidos, incluindo o ácido clorídrico, devem conter oxigênio (daí o nome do elemento).
Davy, Gay-Lussac e Thenard estudaram o cloreto de hidrogênio com fortes agentes redutores. No entanto, eles não foram capazes de detectar qualquer oxigênio no gás. Davy postulou que o gás cloro era um elemento químico e não uma substância composta. Gay-Lussac e Thenard logo se convenceram da correção dessa suposição. Iodo, bromo e cloro também foram reconhecidos como novos elementos.
Davy agora reconheceu o hidrogênio, não o oxigênio, como a característica essencial de todos os ácidos. Pierre Louis Dulong (1785-1838) apresentou uma visão semelhante em 1815, quase simultaneamente.
Metais alcalino-terrosos, diversos
Por eletrólise de álcalis de terra fundida, ele conseguiu produzir os elementos bário, estrôncio, cálcio e magnésio. Davy é, portanto, um dos pioneiros da eletroquímica moderna. Ele também criou os pré-requisitos químicos para a fotografia posterior. Entre outras coisas, ele descobriu o iodeto de prata sensível à luz. Davy também descobriu tricloreto de fósforo, pentacloreto de fósforo e dióxido de cloro.
Entre suas invenções técnicas mais importantes estava uma lâmpada de mineiro usada para indicar umidade de fogo na mineração (lâmpada de segurança de Davy); Ele também lidou com lâmpadas operadas eletricamente: em 1802, ele passou eletricidade através de um filamento de platina e o fez brilhar. Em 1809 ele desenvolveu sua primeira lâmpada de arco.
Ele encontrou um método para proteger o cobre em navios à vela contra intempéries (anexando uma folha de zinco, ver também ânodo de sacrifício). No entanto, Davy nunca solicitou uma patente.
Davy também calculou o número de átomos de oxigênio na atmosfera. De acordo com seus cálculos, a oferta era tão grande que um bilhão de pessoas – sem fotossíntese – teriam oxigênio suficiente para respirar por vários milhões de anos.
Davy inicialmente contratou Michael Faraday como assistente na Royal Institution, permitindo assim sua carreira científica.
Suas Palestras Experimentais em Londres sobre Química Agrícola, nas quais resumiu criticamente todo o conhecimento nesse campo, foram significativas para a pesquisa agrícola. O texto dessas palestras foi publicado em livro em 1813 sob o título Elementos de Química Agrícola.
Davy era fluente em várias línguas europeias, adorava estética e era poeta.

## Publicações
Os livros de Humphry Davy são os seguintes:
- — (1800). Researches, Chemical and Philosophical; Chiefly Concerning Nitrous Oxide, or Dephlogisticated Nitrous Air, and Its Respiration. Bristol: Biggs and Cottle. p. 1. Consultado em 18 de setembro de 2016
- — (1812). Elements of Chemical Philosophy. Londres: Johnson and Co. p. 1. ISBN 978-0-217-88947-6
- — (1813). Elements of Agricultural Chemistry in a Course of Lectures. Londres: Longman
- — (1816). The Papers of Sir H. Davy. Newcastle: Emerson Charnley
- — (1827). Discourses to the Royal Society. Londres: John Murray
- — (1828). Salmonia or Days of Fly Fishing. Londres: John Murray. p. 13
- — (1830). Consolations in Travel or The Last Days of a Philosopher. Londres: John Murray. p. 1

Davy também contribuiu com artigos sobre química para a Cyclopædia de Rees, mas os tópicos não são conhecidos.
Suas obras coletadas foram publicadas em 1839-1840:
- Davy, John (1839–1840). The Collected Works of Sir Humphry Davy. London: Smith, Elder, and Company. ISBN 978-0-217-88944-5